# 3397 Leyla
3397 Leyla eller 1964 XA är en asteroid i huvudbältet som korsar Mars omloppsbana. Den upptäcktes 8 december 1964 av de båda amerikanska astronomerna Norman G. Thomas och Robert Burnham Jr. vid Lowell-observatoriet. Den har fått sitt namn efter Nancy Leyla Lohmiller.
Asteroiden har en diameter på ungefär 5 kilometer och den tillhör asteroidgruppen Phocaea.